# Fall Blau
1941: Białystok-Minsk – Dubno-Luzk-Riwne – Smolensk – Uman – Kiew – Odessa – Leningrader Blockade – Wjasma-Brjansk – Charkow – Rostow – Moskau – Tula

1942: Rschew – Charkow – Ljuban/Wolchow – Kertsch/Sewastopol – Fall Blau – Kaukasus – Stalingrad – Operation Mars

1943: Woronesch-Charkow – Operation Iskra – Nordkaukasus – Charkow – Kursk – Orjol – Donez-Mius – Donbass – Belgorod-Charkow – Smolensk – Dnepr – Kiew

1944: Dnepr-Karpaten – Leningrad-Nowgorod – Krim – Wyborg–Petrosawodsk – Operation Bagration – Lwiw-Sandomierz – Jassy–Kischinew – Belgrad – Petsamo-Kirkenes – Baltikum – Karpaten – Ungarn

1945: Kurland  – Weichsel-Oder – Ostpreußen – Westkarpaten – Niederschlesien – Ostpommern – Plattensee – Oberschlesien – Wien – Oder – Berlin – Prag
Fall Blau oder Unternehmen Blau war der Deckname für den am 28. Juni 1942 beginnenden ersten Teil der Sommeroffensive der Wehrmacht während des Deutsch-Sowjetischen Krieges. Diese Offensive wurde zunächst auf Woronesch angesetzt, dann über den Sewerski Donez zum Don-Bogen weitergeführt und erreichte Mitte September mit dem deutschen Vorstoß im Kaukasus und an die untere Wolga ihren Höhepunkt.
Das Oberkommando des Heeres (OKH) gab der geplanten Sommeroffensive am 5. März 1942 zunächst den Tarnnamen Siegfried, der am 7. April 1942 in Blau und schließlich am 30. Juni 1942 in Braunschweig geändert wurde. Die Folgeplanung unter den Namen Blau II und Blau III erhielt die Decknamen Unternehmen Clausewitz und Unternehmen Dampfhammer.
In der Weisung Nr. 45 für die Kriegführung (Fortsetzung der Operation „Braunschweig“) vom 23. Juli 1942 änderte Adolf Hitler die Ziele des ursprünglichen Falls Blau. Ziel war nun der gleichzeitige Vormarsch der deutschen Truppen sowohl in Richtung Kaukasus (Unternehmen Edelweiß) als auch in Richtung Stalingrad (Unternehmen Fischreiher).
Hitler hatte persönlich in die Planung des Unternehmens eingegriffen und eine Aufteilung der Heeresgruppe Süd befohlen. Diese Zersplitterung der Kräfte – vor der Hitler von seiner Generalität mehrfach gewarnt worden war – gilt heute allgemein als wesentliche Ursache für den Untergang der 6. Armee in Stalingrad. Hitler hatte für sein Beharren kriegswirtschaftliche Gründe wie Eroberung der kaukasischen Ölquellen und Abschneiden sowjetischer Gütertransporte über den Verkehrsknoten Stalingrad geltend gemacht.

## Vorgeschichte

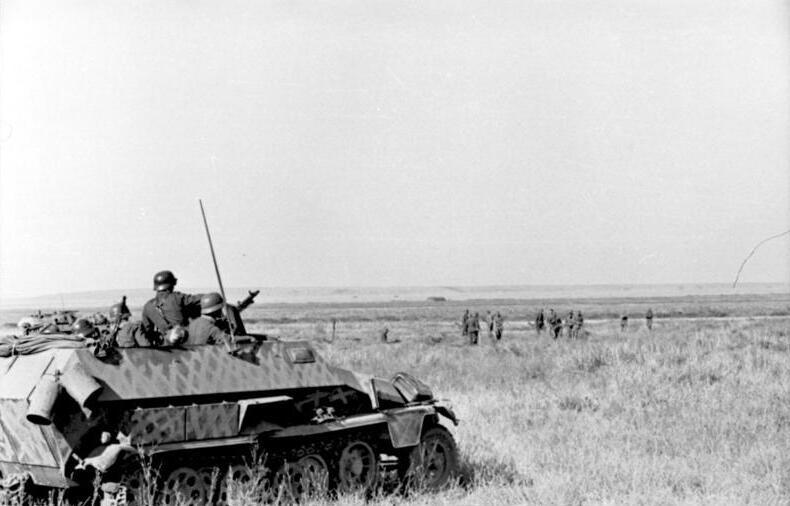
Deutsche Infanterie auf Schützenpanzerwagen im Sommer 1942 in Süd-Russland

Nachdem der Überfall auf die Sowjetunion 1941 nicht zum erwarteten Zusammenbruch der Sowjetunion geführt hatte und die deutschen Angriffskeile vor Leningrad, Moskau und Sewastopol zum Stehen gekommen waren, sah sich die Wehrmacht im Winter 1941/42 mit der Winteroffensive der Roten Armee konfrontiert.
Als Reaktion darauf ernannte Hitler sich im Dezember 1941 selbst zum Oberbefehlshaber des Heeres und gab den Befehl zum Halten der Frontlinie, was zwar größere Gebietsverluste verhinderte, jedoch auch wichtige Ressourcen aufbrauchte, die für die nächsten Unternehmen dringend benötigt worden wären.
Dennoch wollte Hitler im Sommer 1942, wie schon in der Augustkrise ein Jahr zuvor, eine Offensive am südlichen Frontabschnitt starten, um Deutschland die kriegswichtigen Ölfelder von Maikop, Grosny und Baku zu sichern. Gleichzeitig sollte die Sowjetunion von dieser lebenswichtigen Ressource abgeschnitten und so ein Zusammenbruch herbeigeführt werden. Ähnliche Gedanken waren bereits 1940 vom britischen und französischen Generalstab angestellt worden, die mit der in der Operation Pike geplanten Bombardierung der sowjetischen Erdölfelder einen „völligen Zusammenbruch“ der damals noch mit Deutschland verbündeten Sowjetunion herbeiführen wollten.
Der Chef des OKW Wilhelm Keitel äußerte auf einer Lagebesprechung im Mai 1942 gegenüber Georg Thomas, „daß die Operationen des Jahres 1942 uns an das Öl bringen müssen. Wenn dies nicht gelingt, können wir im nächsten Jahr keine Operationen führen“. Die Seekriegsleitung hielt die Eroberung von Maikop für notwendig, da die dünne Treibstoffdecke für die Kriegsmarine bis zum Zerreißen gespannt war, denn das Unternehmen Barbarossa verschlang das für sie vorgesehene rumänische Öl. Im April 1942 waren ihre Reservebestände fast völlig aufgebraucht und Erich Raeder musste an Hitler melden, dass sämtliche heizölverbrauchenden leichten und schweren Schiffe nur noch Notoperationen unter Rückgriff auf den Noteinsatzbestand durchführen können. Nur die U-Boote erfuhren keine Einschränkung.
Mit diesem Entschluss legte Hitler den Schwerpunkt auf den östlichen Kriegsschauplatz und suchte wie im Jahr 1941 die strategische Entscheidung im Osten. „Krieg wird im Osten entschieden“ notierte Generalstabschef Halder am 28. März 1942 in seinem Kriegstagebuch. Entsprechend legte Hitlers Befehl für die „Rüstung 1942“ vom 10. Januar 1942 den Rüstungsschwerpunkt eindeutig auf das Heer. Damit war nach Dietrich Eichholtz das Göring-Programm zum Kampf gegen die Westmächte „begraben“.
Dem stand entgegen, dass die Teile des deutschen Heeres, die gegen die Sowjetunion eingesetzt wurden, vom 22. Juni 1941 (Beginn des Überfalls auf die Sowjetunion) bis Frühjahr 1942 bereits über 35 Prozent ihrer durchschnittlichen Gesamtstärke von 3,2 Millionen Mann als Verluste (Gefallene, Verwundete, Vermisste) eingebüßt hatten. Der infanteristische Kampfkraftverlust wurde auf 50 % bei der Heeresgruppe Süd und 65 % bei den anderen beiden Heeresgruppen beziffert.
Für den Fall, dass die sowjetische Seite der deutschen Sommeroffensive nicht standhalten würde, plante Franklin D. Roosevelt mit der Operation Sledgehammer eine Landung in Europa im Herbst 1942 zur Unterstützung. Laut Warren F. Kimball beweisen Roosevelts Pläne, dass er den Kampf der Roten Armee als unabdingbar für den Sieg über Deutschland ansah, obwohl er dies nicht öffentlich äußerte. Bereits Mitte 1941 hatte der amerikanische Generalstab darauf hingewiesen, dass ein deutscher Sieg über Russland dieses „praktisch unverwundbar“ machen würde.

## Einschätzung des Gegners
Erst nach Abflauen der sowjetischen Winteroffensiven wurden erstmals systematische Versuche unternommen, die sowjetische Mannstärke zu bestimmen. Man kam zu dem Schluss, dass der Gegner so umfangreiche Reserven wie im Winter 1941 nicht mehr in die Entscheidung werfen könne. Insgesamt unterschätzte die deutsche Generalität den Gegner damit nach wie vor erheblich.
Generalstabschef Franz Halder berichtete in einem Vortrag Mitte 1942 über die Rüstungskapazitäten der Feindstaaten, in dem er für die UdSSR die monatliche Produktion von 1.200 Panzern angab, woraufhin sich Hitler wütend zeigte, dass Deutschland als größter Industriestaat mit der größten Industrieorganisation der Welt nur 600 Panzer je Monat produziere und es unmöglich sei, dass ein anderes Land mehr schaffe.
Das Wehrwirtschafts- und Rüstungsamt im OKW schätzte die sowjetische Panzerproduktion für das Jahr 1942 auf 6.000 und die Abteilung Fremde Heere Ost auf 11.000. Tatsächlich lag sie bei 24.690. An Geschützen wurde mit einer Produktion von höchstens 7.800 Geschützen über 7,6 cm Kaliber, einschließlich PaK (Panzerabwehrkanonen) und Flak, gerechnet, tatsächlich waren es 33.000. Die sowjetische Flugzeugproduktion erreichte mit 25.000 Stück das dreifache der deutschen Prognose.
Diese unrealistischen Einschätzungen prägten nach Bernd Wegner in hohem Maße das Meinungsbild des „Führers und seiner militärischen Umgebung“ über die zu erwartende Widerstandskraft der Sowjetunion und trugen zu einem Optimismus bei, dessen Brüchigkeit sich erst auf den Schlachtfeldern erweisen sollte.
Adam Tooze sieht ein echtes »Rüstungswunder« für 1942 nicht in Deutschland, sondern in den Rüstungsfabriken im Ural. Obwohl das Land schwer umkämpft war und es große Zerstörungen und Territorialverluste erlitten hatte, konnte die Sowjetunion in fast jeder Waffengattung die Rüstungsproduktion des „Dritten Reiches“ übertreffen. Diese industrielle Überlegenheit ermöglichte ihr die zweite deutsche Großoffensive abzuwehren und im November zu vernichtenden Gegenoffensiven überzugehen.
Halder behauptete in seiner 1949 erschienenen Studie Hitler als Feldherr, der Generalstab des Heeres habe „angesichts der personellen und materiellen Quellen Rußlands“ und des deutschen Kräftemangels Hitler widersprochen und die strategische Defensive befürwortet. Wegner nannte dies eine von Halder geschaffene und in die Nachkriegsliteratur eingegangene Legende ohne Rückhalt in den Akten.

## Planung

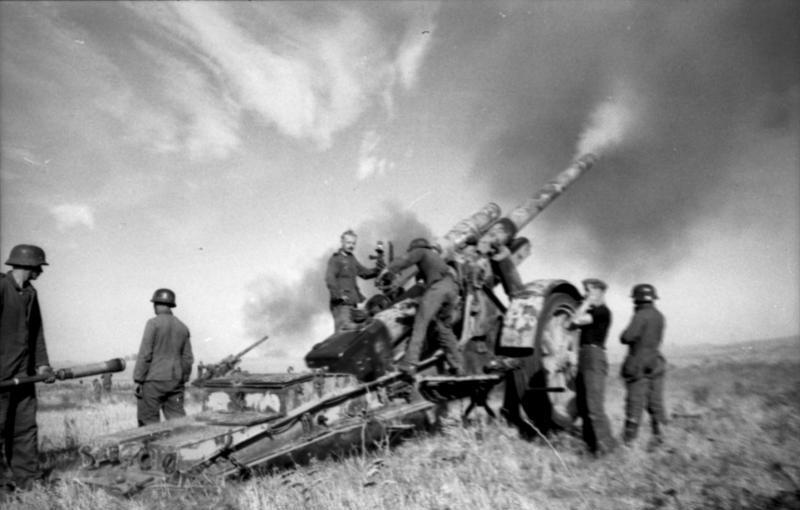
Deutsche Artillerie im August 1942

Im Entwurf des Generalstabschefs Franz Halder für die Weisung Nr. 41, den er Hitler am 28. März 1942 vortrug, hatte das Kennwort für das Unternehmen noch „Siegfried“ gelautet. Es wurde, nachdem Hitler den Entwurf nochmals überarbeitet und wesentliche Teile hinzugefügt hatte, am 5. April 1942 durch den Decknamen Fall Blau ersetzt.
In der Weisung Nr. 41 vom 5. April 1942 legte Hitler die Ziele des Unternehmens fest, welche die drei Heeresgruppen im Sommer umsetzen sollten. Der Heeresgruppe Süd unter Generalfeldmarschall Fedor von Bock fiel hierbei die Hauptaufgabe der eigentlichen Sommeroffensive zu. Zunächst sollte vom nördlichen Flügel der Heeresgruppe in einer Zangenbewegung die Großstadt Woronesch am Don eingenommen werden (Blau I), um sodann südlich entlang des Don zu marschieren, um im Zusammenwirken mit einem zweiten Vorstoß aus dem Raum Charkow starke Feindkräfte einzukesseln (Blau II). Im dritten Teil des Unternehmens (Blau III) sollte im Zusammenwirken mit dem östlich vorgehenden südlichen Flügel der Heeresgruppe der Vorstoß zur Wolga nach Stalingrad erfolgen, um dieses einzunehmen oder zumindest in Reichweite der eigenen Artillerie zu bringen. Das Ziel war die Absperrung der Wolga für den russischen Nachschub. Die in der Weisung nur angedeutete vierte Phase beinhaltete den Vormarsch nach Süden über den Don zur Inbesitznahme der kaukasischen Ölfelder bei Maikop und Grosny sowie von Baku am Kaspischen Meer. Die lange Nordflanke der Heeresgruppe entlang des Don sollte während dieses Unternehmens vorrangig von den Armeen der Verbündeten (Ungarn, Italien und Rumänien) verteidigt werden, denen zur Stabilisierung einzelne deutsche Verbände beigegeben werden sollten.
Die Weisung Nr. 41 enthielt ferner weitere strategische Ziele, darunter die vollständige Inbesitznahme der Halbinsel Krim sowie im Norden der Ostfront die Einnahme Leningrads und die Herstellung einer Landverbindung zur finnischen Armee.
Am 14. April ordnete Hitler die Aufstellung eines neuen Heeresgruppenstabes an, der späteren Heeresgruppe A, die später den rechten Flügel der Heeresgruppe Süd für die Operationen im Kaukasus übernehmen sollte. Die 11. Armee und die rumänische 3. Armee, welche vorläufig noch auf der Krim gebunden waren, sollten über die Straße von Kertsch für das Unternehmen Blücher nachgeführt werden.
Schwachpunkt des Plans war die langgezogene Nordflanke, zu deren Verteidigung immer zwei bis drei Armeen abgestellt waren, die beim Vormarsch fehlten und dennoch eine so lange Front im Falle eines massierten Angriffs nicht effektiv verteidigen konnten. Diese Aufgabe fiel hauptsächlich den Armeen verbündeter Staaten zu, die jedoch wenig oder gar keine Kampferfahrung hatten und zu einem großen Teil schlecht bewaffnet waren. Außerdem waren logistische Probleme vorauszusehen, da Nachschub für den geplanten Vorstoß im Wesentlichen von einer einzigen leistungsfähigen Eisenbahnbrücke über den Dnjepr bei Dnjepropetrowsk abhing, der Merefa-Cherson-Brücke. Hitler nahm diese Risiken bewusst in Kauf, da für ihn die Eroberung der Ölfelder absolute Priorität hatte und er erneut – wie schon zu Beginn des Unternehmens Barbarossa – nach den zahlreichen für Deutschland siegreich beendeten Kesselschlachten mit hohen sowjetischen Verlusten die verbliebene Stärke der Roten Armee unterschätzte.
Im Mai scheiterte eine sowjetische Offensive bei Charkow, da die Rote Armee von der Stärke der dort bereits zusammengezogenen Kräfte überrascht wurde, und der anschließende deutsche Gegenstoß verbesserte die strategische Ausgangslage für die Sommeroffensive. Am 19. Juni 1942 – kurz vor Beginn der deutschen Sommeroffensive – unternahm der Erste Generalstabsoffizier der 23. Panzer-Division, Major Reichel, einen Erkundungsflug; die Fieseler Fi 156 musste knapp hinter den sowjetischen Linien notlanden. Den Sowjets fielen dabei Karten und Pläne für die erste Operationsphase in die Hände.
Nach diesem Vorfall wurden die Decknamen für die Offensive geändert, aus Fall Blau wurde Unternehmen Braunschweig. Die Pläne wurden Stalin vorgelegt; dieser hielt sie für eine Finte und gab Befehl, sie zu ignorieren.

## Unternehmensverlauf
Die Schwierigkeiten bei der Eroberung von Sewastopol verzögerte den Beginn von Fall Blau bis Ende Juni. Bei dem „buchstäblich mörderischen und selbstmörderischen“ Ringen um die Festung, hatte der Widerstand der sowjetischen Verteidiger viele deutsche Frontsoldaten beeindruckt, so z. B. Dietrich von Choltitz. Dieser berichtet, dass selbst Gefangene plötzlich nach einer von den zahllos herumliegenden Waffen griffen und sich in imponierender letzter tödlicher Verzweiflung noch zur Wehr setzten.
Die Heeresgruppe Süd hatte für den ersten Angriff etwa 900.000 Mann, 1.263 Panzer, 17.035 Geschütze und Mörser sowie 1.640 Flugzeuge bereitgestellt. Dahinter folgten später zur Sicherung der eroberten Gebiete mehrere Armeen der verbündeten Staaten Ungarn, Italien und Rumänien. Zu Beginn der deutschen Offensive verteidigten sich drei sowjetische Fronten (Brjansker Front unter Filipp Golikow, Südwestfront unter Semjon Timoschenko und die Südfront unter Rodion Malinowski) mit rund 655.000 Mann, 744 Panzern, 14.196 Geschützen und Mörsern und 1.012 Flugzeugen. Im zweiten Treffen und hinter dem Don waren weitere fünf Reservearmeen (3., 5., 6., 7. und 8.) mit einer gleich starken Truppenzahl bereitgestellt. Zum Schutz von Woronesch wurde kurz nach dem deutschen Angriffsbeginn die im Militärbezirk Moskau neuaufgestellte sowjetische 5. Panzerarmee unter General Lisjukow aus der Stawka-Reserve freigegeben.

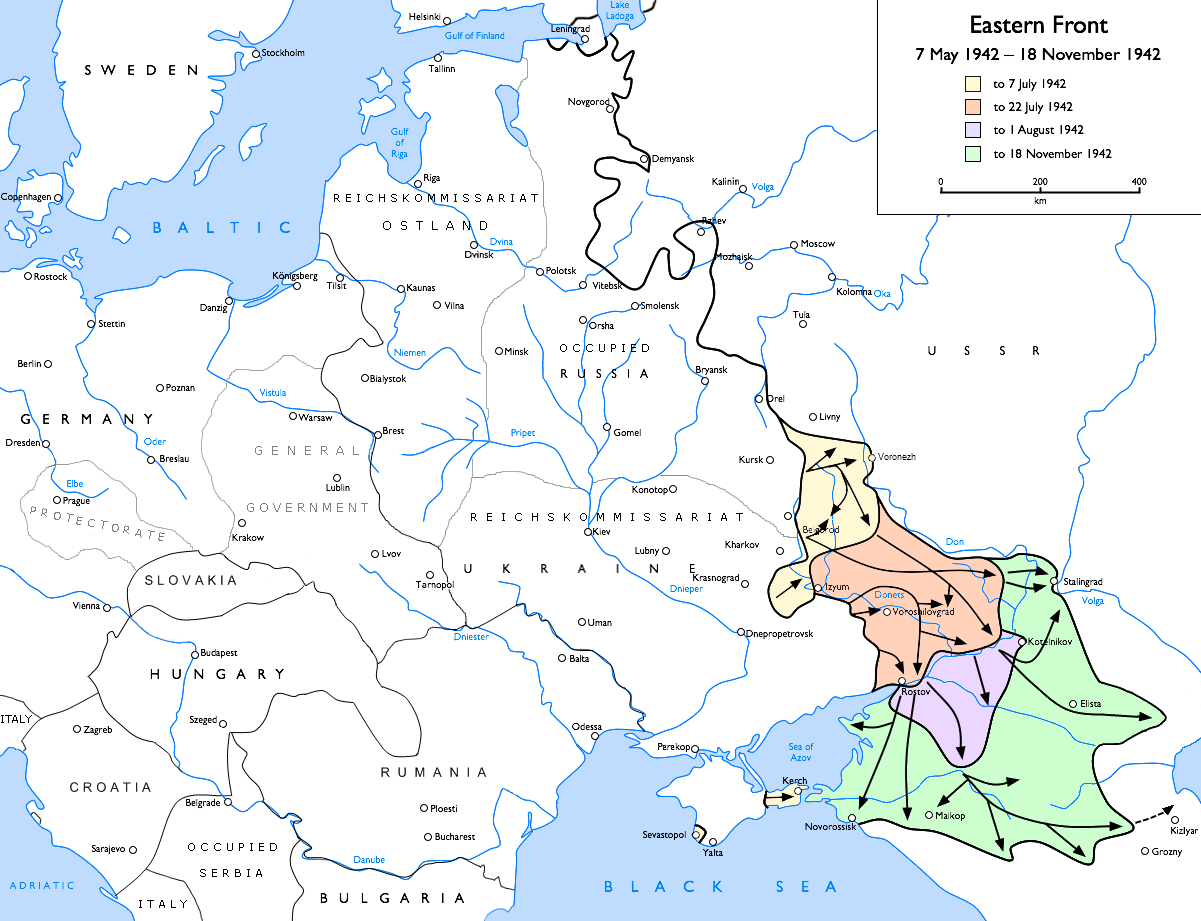
Der deutsche Vorstoß vom 7. Mai bis zum 18. November 1942.
bis zum 7. Juli
bis zum 22. Juli
bis zum 1. August
bis zum 18. November

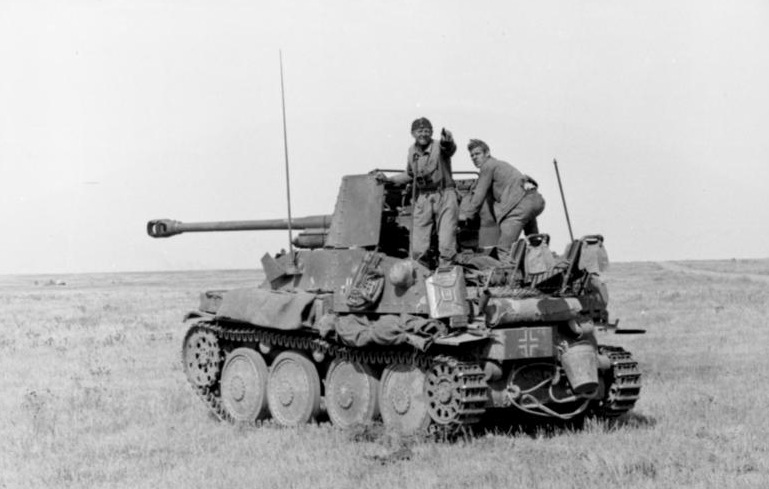
Deutscher Panzerjäger „Marder III“ auf einem Feld im Süden Russlands

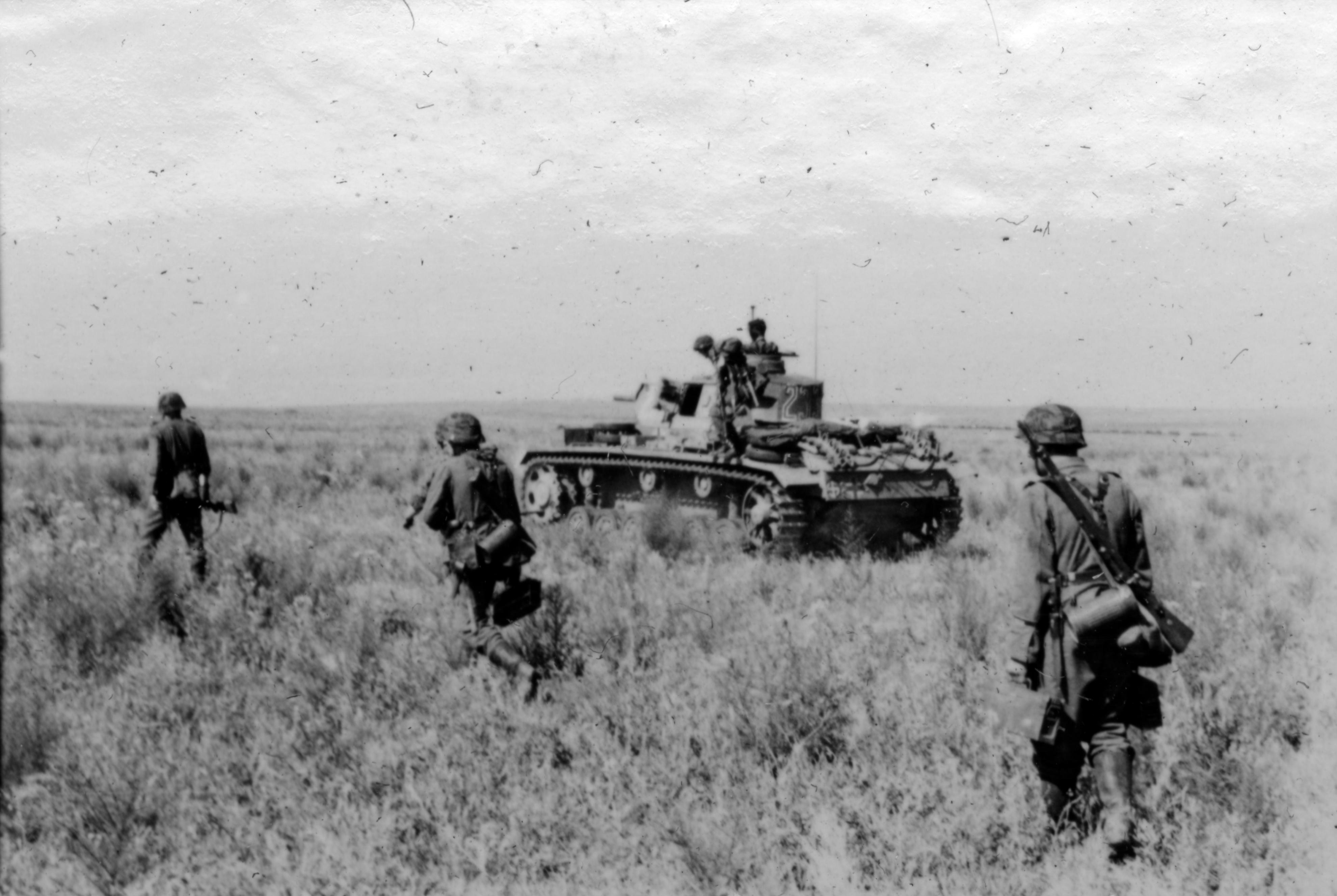
Truppen der Waffen-SS-Division Wiking beim Vormarsch in der südrussischen Steppenlandschaft

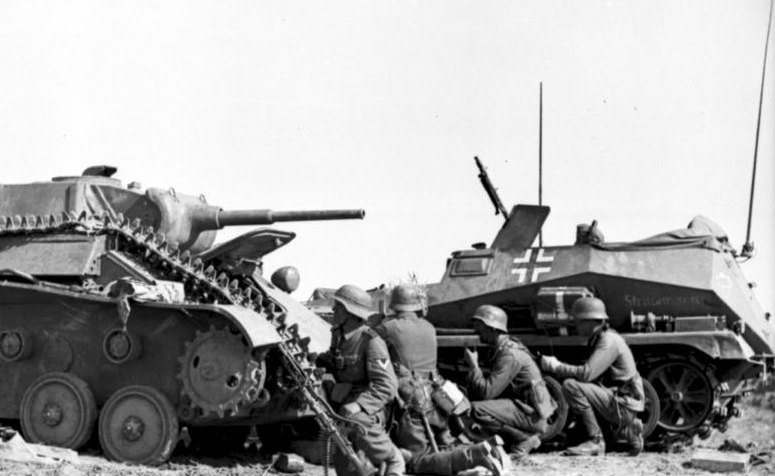
Deutsche Soldaten gehen hinter einem zerstörten sowjetischen T-70 in Deckung

### Erste Phase
Die deutsche Offensive begann am 28. Juni 1942 durch die Armeegruppe von Weichs, welcher auch die ungarische 2. Armee unterstellt war. Die deutsche 4. Panzerarmee und die 2. Armee führte ihren Hauptstoß auf einer 100 Kilometer breiten Front zwischen Orel und Kupjansk in Richtung auf Woronesch um als erstes Operationsziel den Don zu erreichen. Nahezu überall zog sich die sowjetische 40. Armee unter General M. A. Parsegow zurück, da das Sowjetische Oberkommando die deutsche Sommeroffensive bei Moskau erwartet hatte und 50 % der Roten Armee dort stationiert waren.
Am 30. Juni folgte der Angriff der deutschen 6. Armee zwischen Belgorod und Olchowatka, nach Nordosten in Richtung auf Korotscha wurden das VIII. und XXIX. Armeekorps, in Richtung Osten auf Wolokonowka-Oskol das XXXX. Panzerkorps und das XVII. Armeekorps angesetzt, während das LI. Armeekorps auf Waluiki vorging. Die deutschen Truppen überschritten nach 70 Kilometer Vormarsch ab 1. Juli den Oskol-Abschnitt und erreichten bis 5. Juli den Don zwischen Woronesch und Korotojak. Die Panzerspitzen der 4. Panzerarmee erreichten den Don bei Woronesch und drangen in die Stadt ein. Auch hier konnte sich die sowjetische 21. und 28. Armee der Generale A. I. Danilow und D. I. Rjabyschew unter Preisgabe von Gelände einer Vernichtung entziehen.
Am 6. Juli begann die sowjetische 5. Panzerarmee unter General Lisjukow nordwestlich von Woronesch einen Gegenangriff. Die Kämpfe gegen die Armeegruppe von Weichs führte am 14. und 15. Juli zum Misserfolg, die gescheiterte 5. Panzerarmee wurde geschlagen und aufgelöst. Am 23. Juli wurde der Gefechtsstand der Brjansker Front (jetzt unter Generalleutnant Tschibissow) im Raum Luchino durch durchgebrochene deutsche Kräfte bedroht.
Am 2. Juli erreichten Teile der deutschen 6. Armee im Raum nordöstlich von Stary Oskol die Vereinigung mit Truppen der 4. Panzerarmee, in dem dabei gebildeten Kessel wurden nur etwa 4 Divisionen der sowjetischen 40. und 21. Armee abgeschnitten und gefangen genommen. Das XXIV. und XXXXVIII. Panzerkorps der 4. Panzerarmee drangen weiter nach Süden vor, erreichten am 7. Juli Rossosch und von dort aus fächerförmig am 9. Juli Mihailowka. Dadurch öffnete sie der von Westen vorgehenden deutschen 6. Armee am 10. und 11. Juli den Weg über den Aidar-Abschnitt und das Aufschließen deren Infanterie zur Kalitwa. Die 4. Panzerarmee hatte innerhalb von 9 Tagen etwa 300 Kilometer zurückgelegt, die 6. Armee war bis 15. Juli nach 160 bis 200 Kilometern Vormarsch an den Don bis Serafimowitsch aufgeschlossen. Der italienischen 8. Armee, welche über Kantemirowka am nördlichen Flügel der 6. Armee aufmarschierte, wurde die Sicherung des rund 270 Kilometer langen Frontabschnittes entlang des Don zwischen Nowaja Kalitwa über Kasanskaja bis Serafimowitsch zugewiesen.
Ab 8. Juli begann auch im Süden der Angriff. Zunächst mit der 1. Panzerarmee, die ab 11. Juli zwischen Jsjum und Slawjansk am Donez forcierte und danach in der zweiten Feldzugsphase mit der Armeegruppe Ruoff (17. Armee und rumänische 3. Armee) und dem LVII. Panzerkorps den Angriff auf Rostow einleitete.
Die Rote Armee reagierte auf den deutschen Angriff mit großräumigen Rückzugsbewegungen. Es gelang ihr planmäßig und in voller Ordnung sich vom Gegner abzusetzen. Während Generalstabschef Halder es für möglich hielt, dass der Feind „von uns überschätzt worden und [...] durch den Angriff völlig zerschlagen“ sei, schätzte Hitler, der das Unternehmen von seinem Hauptquartier Werwolf bei Winniza in der Westukraine leitete, zunächst die Lage als realistischer ein und ging davon aus, dass Timoschenko „elastisch“ kämpfe. Der sowjetische Rückzug verleitete die deutsche Seite zu einem trügerischen Optimismus, welcher zu einer Abweichung vom ursprünglichen Plan, einer exzentrischen Auffächerung der Operationsziele und einer folgenschweren Zersplitterung der Kräfte führte. Der Versuch die sich absetzende Rote Armee auf breiter Front zu verfolgen und das Bemühen einen „Gegner einzukesseln, der nicht mehr da ist“ endeten in einem „Luftstoß“ wie Wegner Bock zustimmend zitiert.

### Teilung der Kräfte
Mit der Weisung Nr. 45 für die Kriegführung (Fortsetzung der Operation „Braunschweig“) vom 23. Juli 1942 zeigte sich endgültig, die mit der am 9. Juli befohlenen Aufspaltung der Heeresgruppe Süd in die Heeresgruppe A und der Heeresgruppe B, begonnene exzentrische Aufspaltung der Operationsziele. So sollten die Heeresgruppe A mit dem Ziel Kaukasus (unter dem Decknamen Edelweiß) und die Heeresgruppe B mit Ziel Stalingrad und Flankendeckung (unter dem Decknamen Fischreiher) beide Operationsziele gleichzeitig in Angriff nehmen. Diese Entscheidung Hitlers ist oft als Überdehnung der Kräfte kritisiert worden. Christer Bergström argumentiert jedoch, dass die sowjetische Südfront, die den Zugang zum Kaukasus verteidigte, enorm geschwächt und nach überhastetem Rückzug weit verstreut war und es unklug gewesen wäre die einmalige Gelegenheit, das Tor zum Kaukasus aufzustoßen, zu verpassen. Laut Wegner wurde die Entscheidung nicht nach Grundsätzen klassischer operativer Logik getroffen, sondern sie war übergeordneter strategischer Natur. Fall Blau sollte die Voraussetzungen dafür schaffen, einen langen Krieg gegen die sowjetisch-angelsächsische Allianz durchzustehen. So stand Hitler unter dem strategischen Zeitdruck, das „Fenster der Verwundbarkeit“ des drohenden Mehrfronten-Landkrieges, durch die Einnahme der kaukasischen Ölquellen, schnellstmöglich zu schließen. Laut dem Chef der Operationsabteilung des OKH Adolf Heusinger, war Hitler nicht allein für die Entscheidung, am Operationsziel Kaukasus festzuhalten und die eigenen Kräfte zu teilen, verantwortlich, auch seine Beratung habe in diesem Falle versagt.

### Zweite Phase

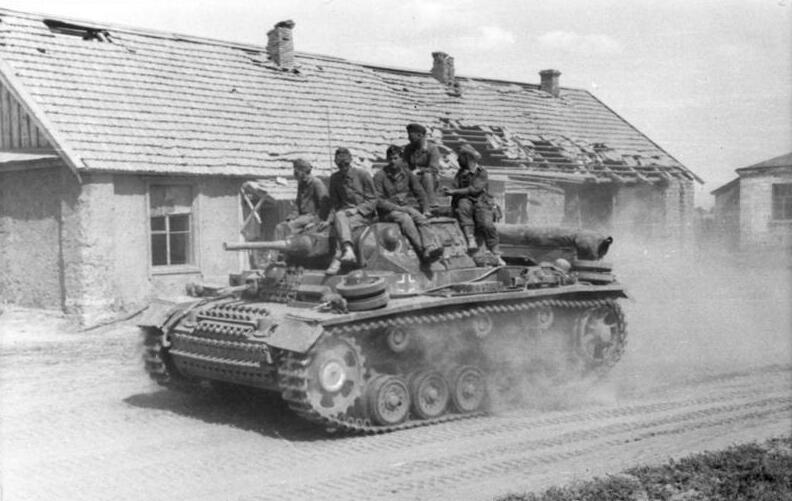
Panzer III in einem Dorf im Süden Russlands

Die 4. Panzerarmee unter Generaloberst Hoth wurde beim Vorstoß in den Kaukasus Mitte Juli der Heeresgruppe A unterstellt, so dass der Vorstoß auf Stalingrad der 6. Armee vorerst alleine zufiel. Außerdem wurden noch sieben Divisionen von der Krim sowie das AOK 11 für den Einsatz an der Wolchow-Front abgezweigt. Weil er gegen diese Operationsführung protestierte, wurde der Oberbefehlshaber der Heeresgruppe Süd / B Fedor von Bock am 15. Juli durch Maximilian von Weichs ersetzt.

#### Angriff der Heeresgruppe A
Etwa eine Woche nach einem ersten erfolglosen Versuch griffen die Deutschen erneut die Stadt Rostow an der Mündung des Don an. Daran beteiligten sich von Westen das V. und III. Armeekorps, das XXXXIX. Gebirgs-Korps sowie von Norden das LVII. Armeekorps. Die sowjetische Seite hatte die Stadt seit dem vorherigen Winter mit bis zu 40 Kilometer tiefen Verteidigungsanlagen versehen. Ihr Ziel war es, mit dem Hauptteil ihrer Kräfte an das Südufer des Don überzugehen, Rostow aber als Brückenkopf am nördlichen Ufer zu halten. Die Deutschen bemerkten die Absetzbewegungen durch Sprengungen in den sowjetischen Stellungen am 20. Juli und gingen am folgenden Tag zum Angriff über. Die äußeren beiden der drei Verteidigungsringe Rostows wurde am 22. Juli an mehreren Stellen durchbrochen. Der Schwerpunkt des Kampfs im eigentlichen Stadtgebiet am folgenden Tag lagen beim LVII. Armeekorps. Die Verteidiger entkamen im weiteren Tagesverlauf mit ihren Hauptkräften auf das südliche Donufer. Anschließend sprengten sie die beiden strategisch wichtigen Brücken über den Fluss. Nachdem deutsche Truppen die nördlichen Brückenköpfe gesichert hatten, begannen ihre Pioniere noch am Nachmittag des 23. Juli mit dem Bau von Behelfsbrücken. In der folgenden Nacht setzten erste deutsche Einheiten im Stadtgebiet über den Fluss über. Zugleich wehrten sich die am Nordufer verbliebenen Einheiten der Sowjetarmee hartnäckig, insbesondere im westlichen Stadtgebiet. Letzte Kämpfe in Rostow dauerten bis zum 25. Juli an.
Bis zum 28. Juli waren auch andernorts Brückenköpfe am unteren Don gebildet. Stalin gab der Verteidigung der Wolga-Linie nunmehr absolute Priorität, zog neue Verbände heran und verbot kategorisch in seinem berühmten Befehl Nr. 227 („Keinen Schritt zurück!“) jeden weiteren Rückzug. Bereits am 31. Juli musste Hitler die Kräfteverteilung erneut ändern. Aufgrund des plötzlichen harten Widerstands im Donbogen wurde die 4. Panzerarmee doch nicht für die Heeresgruppe A freigegeben, sondern sollte am Hauptangriff auf Stalingrad teilnehmen.
Das V. Armeekorps der 17. Armee sowie die rumänische 3. Armee wandten sich aus dem südlichen Brückenkopf von Rostow nach Süden über Tichorezk ins Kuban-Gebiet. Die Anfang September über die Halbinsel Kertsch gebrachte 46. Infanterie-Division des Wehrmachtbefehlshabers auf der Krim (Generalkommando XXXXII. A.K.) und rumänische Verbände sicherten die Halbinsel Taman. Das XXXX. Panzerkorps der 1. Panzerarmee erreichte am 9. August die Ausläufer des Kaukasus, nach einem Vorstoß von 500 Kilometern in weniger als zwei Wochen. Die auseinanderstrebenden Angriffsrichtungen und die Weite des Operationsraumes stellte jedoch die Versorgungslogistik vor unlösbare Probleme. Die vom III. Panzerkorps erreichten Ölfelder von Maikop waren von den sowjetischen Verteidigern vor ihrem Rückzug aus der Stadt so nachhaltig zerstört worden, dass sie trotz der intensiven Bemühungen der Technischen Brigade Mineralöl (TBM) auf Monate hinaus nicht zur Verfügung standen und daher nicht im ursprünglich eingeplanten Umfang zur Verbesserung der Treibstoffversorgung der deutschen Armeen beitragen konnten. Der Vormarsch kam in der Folge wegen Nachschubmangels und des Widerstandes der Transkaukasusfront zum Stehen. Am 10. September löste Hitler Generalfeldmarschall Wilhelm List als Oberbefehlshaber der Heeresgruppe A ab und übernahm deren Führung direkt.

#### Angriff der Heeresgruppe B

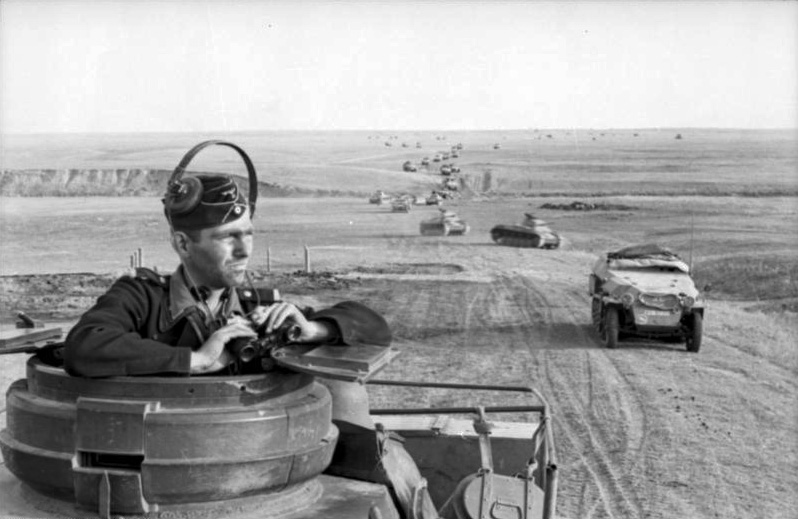
Deutsche Panzerverbände beim Vorstoß nach Stalingrad

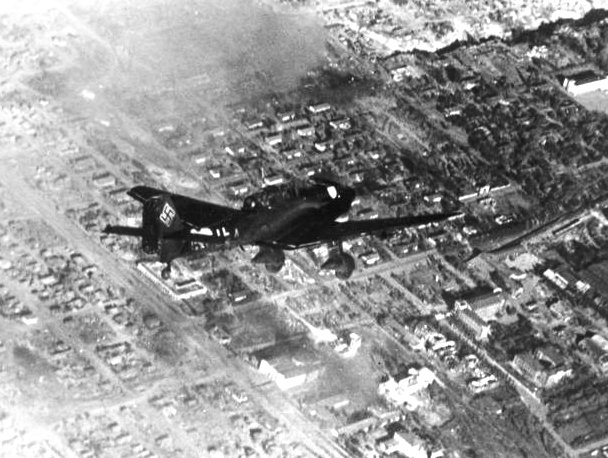
Erste deutsche Luftangriffe auf Stalingrad

Am 11. August siegte die 6. Armee in der Kesselschlacht bei Kalatsch und rückte anschließend weiter vor. Die Überquerung des Don durch die 6. Armee am 21. August erlaubte es der Heeresgruppe B, Verteidigungsstellungen entlang des Flusses einzunehmen, die weniger als 60 Kilometer von Stalingrad entfernt lagen. Dies nutzte die Luftwaffe, die zeitweise mehr als die Hälfte ihrer einsatzfähigen Flugzeuge in den Bereich der Heeresgruppe B verlegt hatte, für massive Luftangriffe auf die Stadt, bei denen diese großteils in Schutt und Asche gelegt wurde und mehr als 40.000 Menschen starben. Am 23. August erreichten Panzerspitzen des XIV. Panzerkorps die Wolga nördlich von Stalingrad.
Während sich die 6. Armee bei Stalingrad festfuhr und die Heeresgruppe A steckenblieb, widerfuhr der Heeresgruppe Mitte ein nach Ian Kershaw „katastrophaler Rückschlag“ beim Unternehmen Wirbelwind, bei dem sie „entsetzliche Verluste“ erlitt. Bei dem Unternehmen versuchte man die sowjetischen Truppen aus Suchinitschi, 220 Kilometer westlich von Moskau zu vertreiben, um eine Ausgangsbasis für einen neuen Angriff auf Moskau zu erobern. Die Operation blieb in der Geschichtsschreibung weitgehend unbekannt, da sie durch die Ereignisse bei Stalingrad und im Süden überschattet wurde.
Durch die 6. Armee im Norden und die 4. Panzerarmee weiter südlich sollten die sowjetische 62. und die 64. Armee, welche bereits stark angeschlagen waren, eingeschlossen werden. Am 29. August begann die 4. Panzerarmee planmäßig mit der Offensive und stieß weit in Richtung Stalingrad vor. Da die 6. Armee jedoch noch damit beschäftigt war, einen russischen Gegenangriff abzuwehren, konnte sie erst drei Tage später angreifen, was den sowjetischen Armeen die Möglichkeit gab, aus dem Kessel zu entkommen. Erst am 10. September erreichten deutsche Einheiten den Stadtrand von Stalingrad und begannen den Angriff auf die Stadt. Das sowjetische Oberkommando gewann Zeit, immer neue Reserven von anderen Frontabschnitten heranzuführen und Truppen im Hinterland aufzustellen.

## Sowjetische Gegenangriffe
Um den deutschen Vorstoß zu stoppen, handelte die Rote Armee weitaus offensiver als es weitverbreiten Vorstellungen entspricht. Sie unternahm drei Großoffensiven im Raum Woronesch und zahlreiche kleinere Gegenoffensiven und Gegenschläge entlang der ganzen Front. An der größten Gegenoffensive Anfang Juli 1942 nahmen 7 Panzerkorps mit 1.500 Panzern teil. Zudem synchronisierte sie diese Gegenangriffe im Süden mit Gegenoffensiven im Norden und in der Mitte der deutsch-sowjetischen Front. Diese nach David M. Glantz „vergessenen Schlachten“ versetzten der Wehrmacht tausende Wunden, die den späteren Sieg von Stalingrad ermöglichten.
Zu den Gegenangriffen gehörten:
- Woronesch-Don-Gegenoffensive (4. bis 26. Juli 1942)
- Shisdra-Bolchow-Gegenschlag (5. bis 14. Juli 1942)
- Demjansk-Offensive (17. bis 24. Juli 1942)
- Erste Rschew-Sytschowka-Offenisve (30. Juli bis 23. August 1942)
- Zweite Sinjawino-Offensive (19. August bis 25. Oktober 1942)
- Demjansk-Offensive (10. bis 21. August 1942)
- Bolchow-Offensive (23. bis 29. August 1942)
- Woronesch-Gegenschlag (12. bis 15. August 1942)
- Woronesch-Gegenschlag (15. bis 28. September 1942)
- Demjansk-Offensive (15. bis 16. September 1942)

## Ergebnis
Aus deutscher Sicht schienen die Erfolge der Offensive zunächst eindrucksvoll zu sein. Bis zum Wintereinbruch hatte die Wehrmacht weite Teile des Gebiets zwischen Schwarzem und Kaspischem Meer besetzt. Die Ölfelder von Maikop waren unter deutscher Kontrolle, auf dem Gipfel des Elbrus war die Reichskriegsflagge gehisst worden. Auch hatte man es geschafft, das westliche Donufer als Verteidigungslinie zu gewinnen und Stalingrad bis auf einen kleinen Teil zu besetzen. Jedoch war es nicht gelungen, die Rote Armee entscheidend zu schlagen.
Die 6. Armee wurde in Stalingrad zu einem langwierigen und verlustreichen Häuserkampf gezwungen. Gleichzeitig war die nördliche Flanke besonders zwischen Don und Wolga nicht ausreichend gesichert und sehr anfällig für einen Flankenangriff. Am Terek war die Front in einem Stellungskrieg erstarrt. Auch die Basen der sowjetischen Schwarzmeerflotte konnten von der Roten Armee gehalten werden.
Der Fall Blau erwies sich somit als strategischer Misserfolg für die Wehrmacht, deren Position am Ende der Offensive ungeachtet des Raumgewinns bedeutend gefährdeter war als zuvor. Trotz der Verwässerung der ursprünglichen Planungen durch Hitler lagen die wesentlichen Schwachpunkte dabei bereits in der Anlage der Offensive begründet: Die enorme Ausdehnung des Operationsgebietes überbeanspruchte die vorhandenen Kapazitäten an Mensch und Material und machte eine Versorgung mit ausreichend Nachschub für die kämpfenden Verbände nahezu unmöglich.
Am 19. November nutzte die Rote Armee die überdehnten Frontlinien und deren ungenügende Absicherung für einen massiven Gegenangriff im Raum Stalingrad, der zur Einkesselung und nach mehrmonatiger Schlacht schließlich zur Vernichtung der 6. Armee führte. Durch diese Niederlage und weitere sowjetische Offensiven geriet der gesamte Südflügel in Gefahr, was den Rückzug der deutschen Verbände vom Kaukasus zur Folge hatte. Bis Februar 1943 gingen so weite Teile der in Sommer und Herbst 1942 eroberten Gebiete wieder verloren.
Nach dem Rückzug flog die Luftwaffe ab Frühjahr 1943 Kampfeinsätze zur Verminung der Wolga gegen die Erdöltransporte.
Wegner lehnt die in der sowjetischen Historiographie vertretende These einer wie auch immer gearteten Gesetzmäßigkeit der deutschen Niederlage an der Wolga ab. Die Wehrmacht sei wie schon vor Moskau ein Jahr zuvor einer strategischen Entscheidung nahe gewesen. Es sei jeweils nur eine Konstellation relativ weniger Faktoren gewesen, die den Ausschlag gegeben hätten.